# Doubravice u České Skalice
Doubravice u České Skalice (německy Daubrawitz bei Böhmisch Skalitz) je malá vesnice na levém břehu Úpy, část obce Rychnovek v okrese Náchod. Nachází se asi 3,5 km na severovýchod od Rychnovku, na levém břehu řeky Úpy. V roce 2009 zde bylo evidováno 33 adres. V roce 2001 zde trvale žilo 80 obyvatel.
Doubravice u České Skalice je také název katastrálního území o rozloze 3,49 km2.